# Real Jaén Club de Fútbol

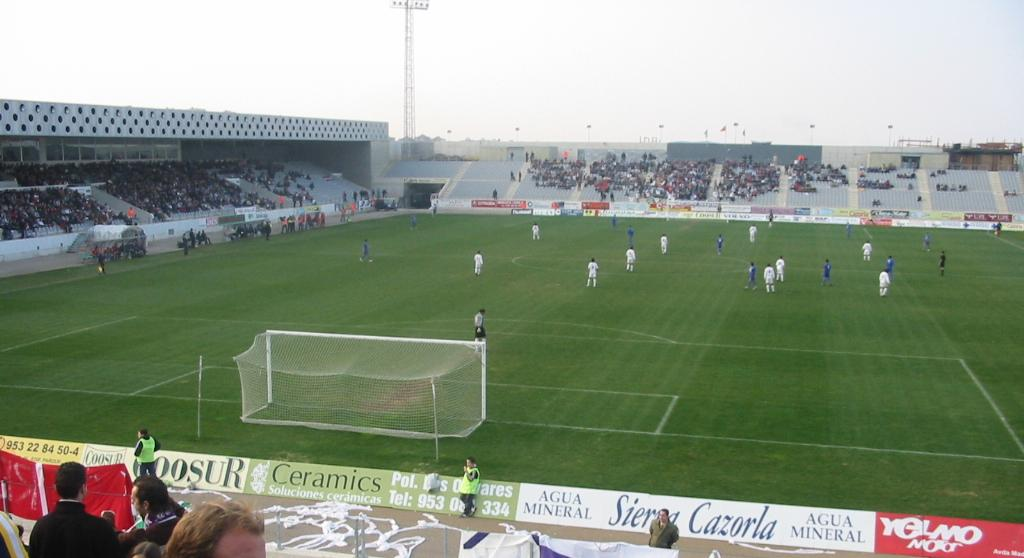
Nuevo Estadio de la Victoria

Il Real Jaén Club de Fútbol è una società calcistica con sede nella città di Jaén, in Andalusia. 
Attualmente milita in Tercera Federación, nel gruppo 9.

## Storia
All'inizio del 1900 l'architetto e imprenditore Justino Flores fondò un'impresa nel nord della città di Jaén, tra la ferrovia e l'area rurale di Peñamefécit. Il personale tecnico dell'impresa - di origine inglese - iniziò ad introdurre delle iniziative sportive (tra cui calcio, tennis e nuoto), dando il via alla creazione delle prime strutture sportive in città. Allo stesso tempo si formarono le prime squadre della città e i primi gruppi sportivi - "La Gimnástica" e "El Balompié" - dalla cui fusione il 13 agosto 1922 per mano del Dottor Juan Nogales Martinez nacque il Jaén F. C.
Il Jaén FC divenne subito la squadra favorita dei tifosi, a discapito degli avversari cittadini della Unión Deportiva. In un'amichevole giocata a "La Carolina" contro la squadra locale, il Jaén FC subì una sconfitta per 5-0. Dieci giorni dopo conseguì la prima vittoria, battendo il Linares per 3-1. Qualche giorno dopo fu sconfitto per 2-0 dall'Úbeda. L'anno seguente la squadra continuò a giocare delle amichevoli per prepararsi a competere nelle categorie nazionali.

### Origini
Il 12 giugno 1929 la squadra viene fondato sotto il nome di Sociedad Olímpica Jiennense, partecipando alla Tercera Regionale, insieme ad altre squadre delle province di Córdoba e Jaén. Il 12 aprile 1931, dopo aver sconfitto il Nacional di Córdoba, la Olímpica Jiennense salì nella Primera Regional. La divisa ufficiale della squadra in quel periodo era composta da una maglia rossa e dei pantaloncini azzurri.
Il 5 luglio del 1939, dopo la Guerra Vicile, si riformò la Olímpica Jiennense con al vertice Lisardo Mena. Il colore rosso della divisa fu sostituito dal bianco.
Alla morte di Juan Nogales, presidente nel 1942, divenne presidente Diego Infante. Nello stesso anno la squadra si aggiudicò la Copa Federación Sur battendo il San Andrés per 4-1.
Nel 1942/1943 la squadra riuscì ad accedere per la prima volta alle categorie nazionali, salendo in Tercera División.
Il 20 marzo 1944 la squadra debutta nella Copa del Generalísimo e al primo turno batte l'Úbeda 3-2. Nella settimana seguente sfida il Linares sempre in coppa e vince per 4-3, fino a raggiungere il quarto turno dopo la vittoria sull'Algeciras e la sconfitta contro il CD Córdoba.
Il 29 ottobre 1944 viene inaugurato l'impianto Estadio de La Victoria, nel centro città, che da quel momento diverrà il simbolo del club di Jaén e un punto di forza della squadra, vista la vicinanza degli spalti al terreno di gioco. Nel match inaugurale si registrò il pareggio per 2-2 contro l'Algeciras CF.
Il 5 settembre 1947 la Federación Española de Fútbol autorizzò l'utilizzo del nome Real Jaén e la divisa bianca divenne ufficiale, rimpiazzando definitivamente quella rossa.
Nel 1952 la squadra conquistò la Copa Federación e disputò tre stagioni in Primera División (1953/1954, 1956/1957 y 1957/1958), raggiungendo il suo massimo splendore. La prima promozione fu raggiunta con due promozioni consecutive. Nel 1957/1958 si registrò anche la miglior posizione assoluta per il club, che alla terza giornata si collocò al secondo posto alle spalle del Real Madrid CF.
Negli anni seguenti la squadra ebbe un andamento altalenante con una serie di promozioni e retrocessioni e con un ritorno in Segunda alla fine degli anni 90. L'entusiasmo dei tifosi e il nuovo vigore vennero meno quando all'inizio degli anni 2000 la squadra tornò in Segunda División B e iniziò a dove fronteggiare rilevanti problemi economici.
La stagione 2008/2009 vide nuovamente la squadra conquistare la Copa Federación battendo in finale il Rayo Vallecano "B". Al contempo, però, fu sconfitta nel match per la promozione in Segunda dal Villarreal "B" per 1-2.
Nell'estate 2010 alla sconfitta nel playoff promozione contro il FC Barcelona "B" si aggiunse la denuncia di giocatori e staff per il mancato pagamento degli stipendi, con debiti pari a circa mezzo milione di euro e rischio di fallimento. Solo un accordo dell'ultima ora consentì alla squadra di non giungere alla scadenza del 31 luglio senza possibilità di saldare la propria posizione; un accordo consentì di traslare il pagamento ad agosto e salvò la squadra.
Nella stagione successiva la squadra fu allestita per puntare alla promozione in Segunda, ma il presidente Carlos Sánchez abbandonò l'incarico al permanere dei problemi economici e dopo insistenti pressioni di una tifoseria sempre meno soddisfatta. Rafael Teruel e alcuni imprenditori locali acquisirono il pacchetto di maggioranza, ma ciò non evitò l'amministrazione controllata che andò avanti sino al 21 marzo 2013, dando vita ad una nuova era.
La stagione 2012/2013 si aprì positivamente dal punto di vista sportivo grazie alla vittoria per 1-0 sul Real Betis e la conquista del Trofeo del Olivo. Nel mese di ottobre la squadra giunse ai sedicesimi di Copa del Rey, ma uscì sconfitta per 0-3 al cospetto dell'Atlético de Madrid. Anche la gara di ritorno si concluse con una sconfitta, stavolta per 1-0. 
Nel finale di stagione la squadra raggiunge risultati importanti, vincendo la Liga Segunda B Grupo Cuarto grazie alla vittoria contro il San Fernando il 19 maggio 2013. Nello spareggio per la promozione, però, il Deportivo Alavés costringe il Real Jaén al pari nella gara d'andata (1-1) e infligge una sconfitta per 1-0. Tuttavia, c'è una seconda chance per la promozione e il Real Jaén sfida il Lleida Esportiu; il punteggio di 1-1 sia nella gara di andata sia in quella di ritorno porta la sfida ai rigori e il Real Jaén vince per 4-3, dando così l'accesso alla finale per la promozione contro l'Huracán Valencia. Due pareggi (1-1 all'andata e 0-0 al ritorno) sono sufficienti per garantire agli andalusi la promozione in Liga Adelante.
Nella stagione 2013/2014 il Real Jaén naviga in acque tranquille quasi per l'intera stagione, ma alcune sconfitte portano ad un drammatico match contro il CD Alavés nell'ultima giornata per mantenere il posto in Liga Adelante. Un gol negli ultimi minuti condanna il Real Jaén alla retrocessione in Segunda B.
Nel 2014/2015 e nel 2015/2016 il Real Jaén registra due stagioni in fotocopia, con un buon girone d'andata e un pessimo girone di ritorno, che valgono due piazzamenti a metà classifica.
Nella stagione 2016/2017 l'andamento della squadra è precario fin dall'inizio e nel mese di marzo 2017 l'allenatore Tejada viene esonerato, anche per le forti pressioni da parte della tifoseria. Nonostante il cambio alla guida tecnica, a due giornate dal termine la sconfitta per 1-2 contro l'Extremadura UD causa la retrocessione in Tercera División, serie in cui il Real Jaén mancava da oltre un quarto di secolo. Nel tribolato finale di stagione 2016/2017 si registra anche l'arrivo di una nuova presidenza e la messa in mora della società da parte di giocatori e staff per il mancato pagamento degli stipendi. Molti giocatori chiedono e ottengono lo svincolo dal club nel mese di giugno 2017. Il 30 giugno 2017 il nuovo presidente, Tomás Membrado, annuncia il rilancio della società con una ricapitalizzazione, una nuova campagna abbonamenti e un forte abbinamento con il territorio e con la produzione di olio d'oliva. Lo slogan della nuova era è "Todos sumamos".

## Tornei nazionali
- 1ª División: 3 stagioni
- 2ª División: 16 stagioni
- 2ª División B: 31 stagioni
- 3ª División: 27 stagioni

## Stagioni
| Stagione | Categoria | Posizione |
| -------- | --------- | --------- |
| 1943/44  | 3ª        | 2°        |
| 1944/45  | 3ª        | 4°        |
| 1945/46  | 3ª        | 2°        |
| 1946/47  | 3ª        | 2°        |
| 1947/48  | 3ª        | 8°        |
| 1948/49  | 3ª        | 10°       |
| 1949/50  | 3ª        | 11°       |
| 1950/51  | 3ª        | 3°        |
| 1951/52  | 3ª        | 1°        |
| 1952/53  | 2ª        | 1°        |
| 1953/54  | 1ª        | 14°       |
| 1954/55  | 2ª        | 7°        |
| 1955/56  | 2ª        | 1°        |
| 1956/57  | 1ª        | 14°       |
| 1957/58  | 1ª        | 16°       |
| 1958/59  | 2ª        | 9°        |
| 1959/60  | 2ª        | 3°        |
| 1960/61  | 2ª        | 14°       |

| Stagione | Categoria | Posizione |
| -------- | --------- | --------- |
| 1961/62  | 2ª        | 9°        |
| 1962/63  | 2ª        | 14°       |
| 1963/64  | 3ª        | 4°        |
| 1964/65  | 3ª        | 1°        |
| 1965/66  | 3ª        | 5°        |
| 1966/67  | 3ª        | 1°        |
| 1967/68  | 2ª        | 11°       |
| 1968/69  | 3ª        | 5°        |
| 1969/70  | 3ª        | 8°        |
| 1970/71  | 3ª        | 8°        |
| 1971/72  | 3ª        | 3°        |
| 1972/73  | 3ª        | 9°        |
| 1973/74  | 3ª        | 10°       |
| 1974/75  | 3ª        | 12°       |
| 1975/76  | 3ª        | 1°        |
| 1976/77  | 2ª        | 4°        |
| 1977/78  | 2ª        | 15°       |
| 1978/79  | 2ª        | 17°       |

| Stagione | Categoria | Posizione |
| -------- | --------- | --------- |
| 1979/80  | 2ªB       | 12°       |
| 1980/81  | 2ªB       | 7°        |
| 1981/82  | 2ªB       | 15°       |
| 1982/83  | 2ªB       | 12°       |
| 1983/84  | 2ªB       | 3°        |
| 1984/85  | 2ªB       | 7°        |
| 1985/86  | 2ªB       | 18°       |
| 1986/87  | 3ª        | 5°        |
| 1987/88  | 3ª        | 1°        |
| 1988/89  | 2ªB       | 11°       |
| 1989/90  | 2ªB       | 17°       |
| 1990/91  | 3ª        | 4°        |
| 1991/92  | 2ªB       | 10°       |
| 1992/93  | 2ªB       | 4°        |
| 1993/94  | 2ªB       | 4°        |
| 1994/95  | 2ªB       | 4°        |
| 1995/96  | 2ªB       | 1°        |

| Stagione | Categoria | Posizione |
| -------- | --------- | --------- |
| 1996/97  | 2ªB       | 3°        |
| 1997/98  | 2ª        | 20°       |
| 1998/99  | 2ªB       | 8°        |
| 1999/00  | 2ªB       | 4°        |
| 2000/01  | 2ª        | 10°       |
| 2001/02  | 2ª        | 22°       |
| 2002/03  | 2ªB       | 12°       |
| 2003/04  | 2ªB       | 12°       |
| 2004/05  | 2ªB       | 9°        |
| 2005/06  | 2ªB       | 13°       |
| 2006/07  | 2ªB       | 6°        |
| 2007/08  | 2ªB       | 9°        |
| 2008/09  | 2ªB       | 2°        |
| 2009/10  | 2ªB       | 3°        |
| 2010/11  | 2ªB       | 8°        |
| 2011/12  | 2ªB       | -         |

| Stagione | Categoria | Posizione |
| -------- | --------- | --------- |
| 2012/13  | 2ªB       | -         |
| 2013/14  | 2ª        | -         |
| 2014/15  | 2ªB       | -         |
| 2015/16  | 2ªB       | -         |
| 2016/17  | 2ªB       | -         |
| 2017/18  | 3ª        | -         |

## Palmarès

### Competizioni nazionali
- Segunda División: 2

1952-1953 (gruppo I), 1955-1956 (gruppo II)
- Segunda División B: 2

1995-1996, 2012-2013
- Tercera División: 1

2018-2019
- Copa Federación de España: 2

1951-1952, 2008-2009

### Altri piazzamenti
- Segunda División:

Terzo posto: 1959-1960 (gruppo II)
- Segunda División B:

Secondo posto: 2008-2009 (gruppo IV)
Terzo posto: 1983-1984 (gruppo II), 1996-1997 (gruppo IV), 2009-2010 (gruppo IV)
- Tercera Federación:

Secondo posto: 2024-2025 (gruppo 9)